# كلاوس هيسه
كلاوس هيسه (بالألمانية: Klaus Hesse)‏ هو مصمم جرافيك ألماني، ولد في 1954 في إلبرفيلد في ألمانيا.